# 舒尼替尼
舒尼替尼，商标名索坦（Sutent），是一种口服的小分子多靶点受体酪氨酸激酶抑制剂，2006年1月26日被FDA批准用于治疗对标准疗法没有响应或不能耐受的胃肠道基质肿瘤和转移性肾细胞癌。舒尼替尼是第一种被批准用于同时治疗两种类型癌症的药物。

## 药理
舒尼替尼通过靶向多个受体酪氨酸激酶来抑制细胞信号。
这些受体包括：血小板衍化生长因子R链（PDGF-R）和血管内皮生长因子受体（VEGFRs），它们在肿瘤的血管生成和细胞增殖中扮演重要角色。这些同时进行的抑制促使肿瘤血管化减少并使癌症发生细胞凋亡，最终使肿瘤萎缩。
舒尼替尼同样抑制KIT基因（CD117），当突变使其不适当地激活时，是一种导致大多数胃肠道基质肿瘤的受体酪氨酸激酶。它作为二线疗法被推荐用于KIT基因突变的肿瘤病人，这些人可能对伊马替尼抗药，或是服药耐受性降低。
另外，舒尼替尼抑制其它受体酪氨酸激酶，包括：
- RET
- CSF-1R
- flt3

由于舒尼替尼针对许多不同受体，它也带来很多副作用，例如手足病、口腔炎和其它皮肤性中毒。